# Angiens
Angiens est une commune française située dans le département de la Seine-Maritime en région Normandie.

## Géographie

### Localisation
Angiens est située dans le pays de Caux à 6 km de Fontaine-le-Dun, à 8 km de Saint-Valery-en-Caux, à 10 km de Luneray, à 13 km de Doudeville et à 14 km de Cany-Barville.

### Hydrographie
La commune est située dans le bassin Seine-Normandie. Elle n'est drainée par aucun cours d'eau.

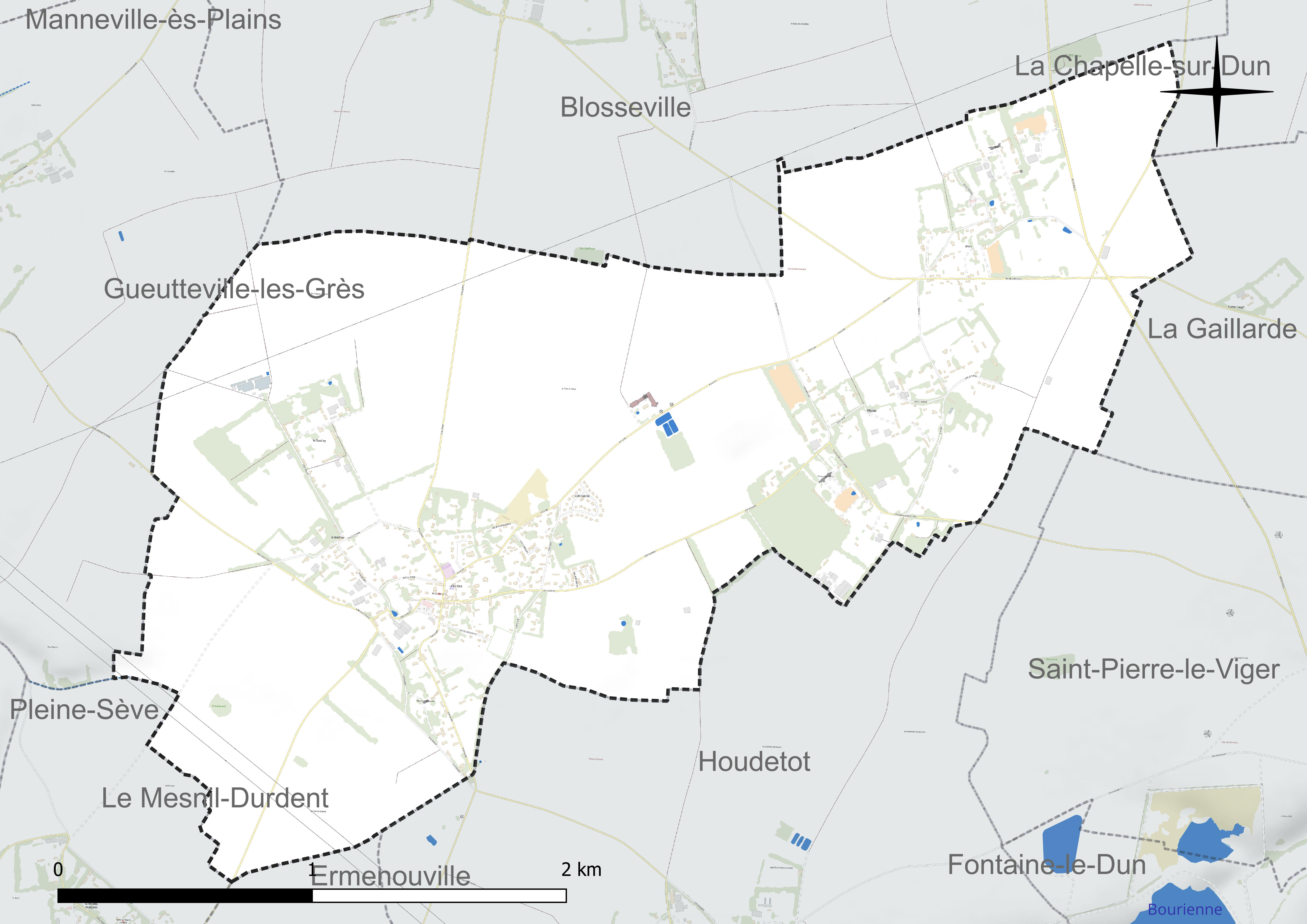
Réseau hydrographique d'Angiens.

### Climat
Pour des articles plus généraux, voir Climat de la Normandie et Climat de la Seine-Maritime.
En 2010, le climat de la commune est de type climat océanique franc, selon une étude du CNRS s'appuyant sur une série de données couvrant la période 1971-2000. En 2020, Météo-France publie une typologie des climats de la France métropolitaine dans laquelle la commune est exposée à un climat océanique et est dans la région climatique Côtes de la Manche orientale, caractérisée par un faible ensoleillement (1 550 h/an) ; forte humidité de l’air (plus de 20 h/jour avec humidité relative > 80 % en hiver), vents forts fréquents. Parallèlement le GIEC normand, un groupe régional d’experts sur le climat, différencie quant à lui, dans une étude de 2020, trois grands types de climats pour la région Normandie, nuancés à une échelle plus fine par les facteurs géographiques locaux. La commune est, selon ce zonage, exposée à un « climat maritime », correspondant au Pays de Caux, frais, humide et pluvieux, légèrement plus frais que dans le Cotentin.
Pour la période 1971-2000, la température annuelle moyenne est de 10,4 °C, avec une amplitude thermique annuelle de 12,5 °C. Le cumul annuel moyen de précipitations est de 947 mm, avec 13,5 jours de précipitations en janvier et 8,7 jours en juillet. Pour la période 1991-2020, la température moyenne annuelle observée sur la station météorologique la plus proche, située sur la commune d'Ectot-lès-Baons à 21 km à vol d'oiseau, est de 10,8 °C et le cumul annuel moyen de précipitations est de 905,5 mm,. Pour l'avenir, les paramètres climatiques de la commune estimés pour 2050 selon différents scénarios d’émission de gaz à effet de serre sont consultables sur un site dédié publié par Météo-France en novembre 2022.

## Urbanisme

### Typologie
Au 1er janvier 2024, Angiens est catégorisée commune rurale à habitat dispersé, selon la nouvelle grille communale de densité à sept niveaux définie par l'Insee en 2022. Elle est située hors unité urbaine et hors attraction des villes,.

### Occupation des sols
L'occupation des sols de la commune, telle qu'elle ressort de la base de données européenne d’occupation biophysique des sols Corine Land Cover (CLC), est marquée par l'importance des territoires agricoles (93,3 % en 2018), en diminution par rapport à 1990 (94,9 %). La répartition détaillée en 2018 est la suivante : terres arables (66,7 %), prairies (15 %), zones agricoles hétérogènes (11,6 %), zones urbanisées (6,7 %). L'évolution de l’occupation des sols de la commune et de ses infrastructures peut être observée sur les différentes représentations cartographiques du territoire : la carte de Cassini (XVIIIe siècle), la carte d'état-major (1820-1866) et les cartes ou photos aériennes de l'IGN pour la période actuelle (1950 à aujourd'hui).

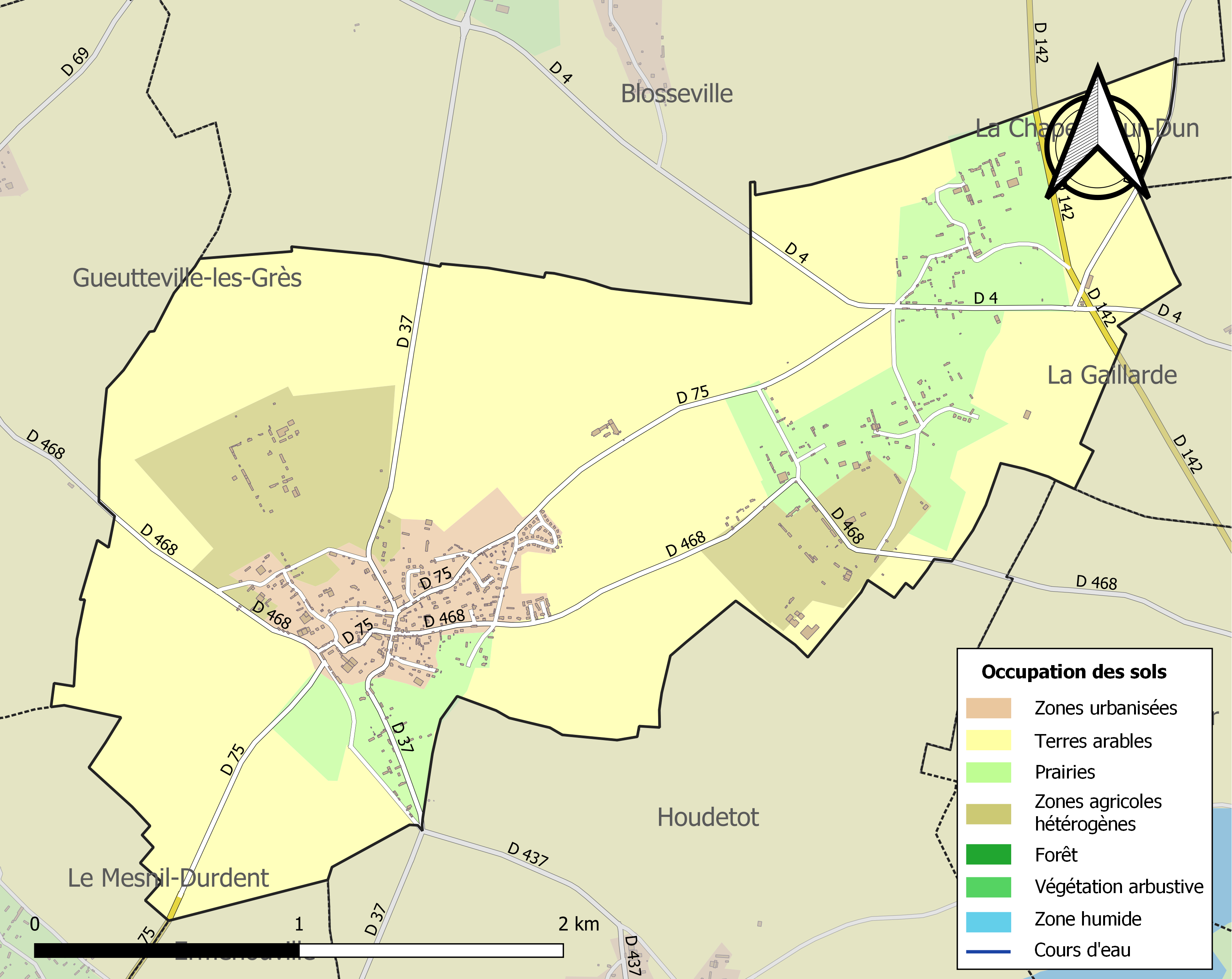
Carte des infrastructures et de l'occupation des sols de la commune en 2018 (CLC).

## Toponymie
Le nom du village est attesté sous les formes Angens XIIe siècle, de Angeis vers 1240, Angeio en 1209 et 1270.
François de Beaurepaire interprète le hameau d’Angerval (Angansval 1249), situé sur le territoire de commune voisine de La Gaillarde, comme un composé en -val « plis de terrain, petite vallée » de ce nom. Il considère que l'étymologie d’Angiens est peut-être prélatine et il suggère un rapprochement avec Angennes à Crucey (Ungena vers 1070).
Ernest Nègre opte pour le nom de personne germanique Anginus, pris absolument.
L'ancienne paroisse d'Iclon (Ichelunt 1088 ; Ikelunt XIIe siècle ; Icquelont 1466), rattachée au XIXe siècle possède, quant à elle, un nom typiquement norrois *eiki-lundr, c'est-à-dire « bosquet de chêne », homonyme d'Yquelon (Manche), d'Iquelon (Eure, hameau de Fourmetot), etc. et le nom de lieu norvégien Eikelund, ferme dans le (Telemark) et le nom de famille scandinave Ekelund / Eklund, issu d’un nom de hameau. Le même mot norrois lundr se retrouve aussi dans Silleron (Seillerunt 1227 de *Selja-lundr « bosquet de saules [marsaults] » cf. Seljelund, ferme près de Tromsø, Norvège). Le mot lundr survit peut-être en dialecte normand sous la forme londe jusque vers le XVe siècle.

## Histoire
Le village d'Angiens est mentionné pour la première fois en 1150 et un Guillaume, seigneur d'Angiens, est évoqué en 1180.

## Politique et administration
| Période                                  | Période                    | Identité           | Étiquette | Qualité |
| ---------------------------------------- | -------------------------- | ------------------ | --------- | --- |
| Les données manquantes sont à compléter. |                            |                    |           | |
| 1852                                     |                            | Théodore Bellet    |           | |
| 1936                                     |                            | M. Carpentier      |           | |
| Les données manquantes sont à compléter. |                            |                    |           | |
| mars 2001                                | novembre 2008              | Guy Filleux        |           | Enseignant Démissionnaire |
| novembre 2008                            | En cours (au 10 août 2020) | Jean-Marie Ferment | DVG       | Directeur retraité d'établissement de santé Vice-président de la CC Entre mer et lin (2014 → 2016) Vice-président de la CC de la Côte d'Albâtre (2017 → ) Réélu pour le mandat 2020-2026 |

## Population et société

### Démographie
L'évolution du nombre d'habitants est connue à travers les recensements de la population effectués dans la commune depuis 1793. Pour les communes de moins de 10 000 habitants, une enquête de recensement portant sur toute la population est réalisée tous les cinq ans, les populations de référence des années intermédiaires étant quant à elles estimées par interpolation ou extrapolation. Pour la commune, le premier recensement exhaustif entrant dans le cadre du nouveau dispositif a été réalisé en 2006.

En 2022, la commune comptait 518 habitants, en évolution de −0,58 % par rapport à 2016 (Seine-Maritime : +0,35 %, France hors Mayotte : +2,11 %).
| 1793 | 1800 | 1806 | 1831  | 1836  | 1841  | 1846  | 1851  | 1856  |
| ---- | ---- | ---- | ----- | ----- | ----- | ----- | ----- | ----- |
| 846  | 850  | 875  | 1 012 | 1 017 | 1 006 | 1 105 | 1 047 | 1 062 |

| 1861  | 1866  | 1872 | 1876 | 1881 | 1886 | 1891 | 1896 | 1901 |
| ----- | ----- | ---- | ---- | ---- | ---- | ---- | ---- | ---- |
| 1 042 | 1 009 | 967  | 962  | 925  | 919  | 915  | 853  | 803  |

| 1906 | 1911 | 1921 | 1926 | 1931 | 1936 | 1946 | 1954 | 1962 |
| ---- | ---- | ---- | ---- | ---- | ---- | ---- | ---- | ---- |
| 765  | 718  | 608  | 653  | 611  | 609  | 629  | 655  | 641  |

| 1968 | 1975 | 1982 | 1990 | 1999 | 2006 | 2011 | 2016 | 2021 |
| ---- | ---- | ---- | ---- | ---- | ---- | ---- | ---- | ---- |
| 538  | 522  | 527  | 602  | 625  | 594  | 553  | 521  | 516  |

| 2022 | - | - | - | - | - | - | - | - |
| ---- | - | - | - | - | - | - | - | - |
| 518  | - | - | - | - | - | - | - | - |

### Manifestations culturelles et festivités
- Fête du lin, fête patronale le 1er week-end de juillet.
- Fête de la Saint-Martin le 1er week-end de juillet (fête foraine, défilé des majorettes et corso fleuri).

## Culture locale et patrimoine

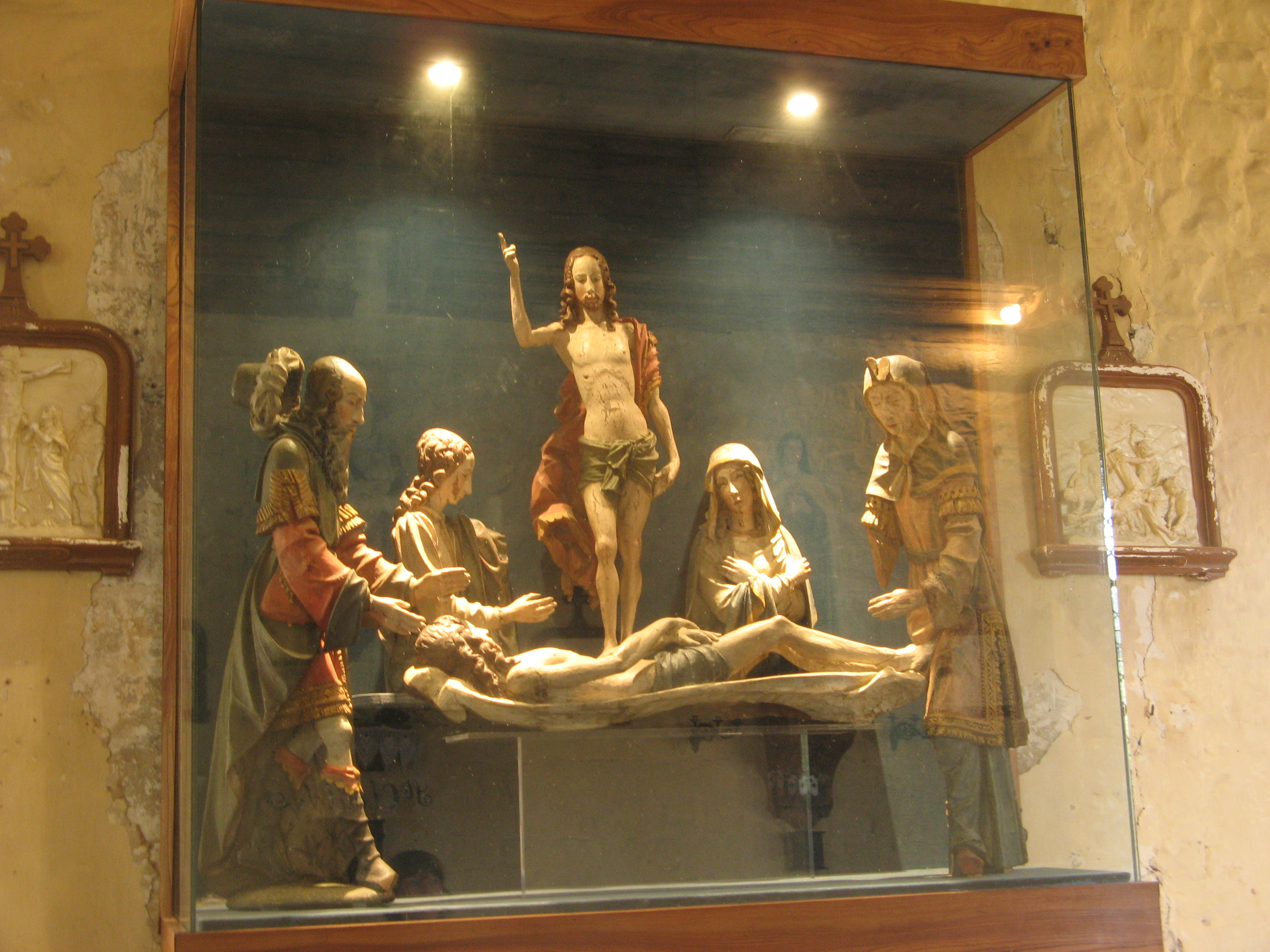
Mise au tombeau.

### Lieux et monuments
- Église Saint-Martin-et-Saint-Sébastien[24] possède un clocher tors.
- Église d'Iclon des XIe, XVIe – XVIIe siècles. Elle possède une magnifique vitrine représentant la mise au tombeau et la Résurrection.
- Château de Silleron, commencé en 1602 à l'initiative de la famille Clecy, l'une des plus anciennes familles nobles du pays de Caux. Le château et son enclos castral font l'objet d'un classement au titre des monuments historiques depuis le 17 novembre 2008[25].
- Manoir de Roquefort, au sud du bourg, dont l'élévation et la toiture font l'objet d'un classement au titre des monuments historiques depuis le 12 octobre 1972[26].
- Motte féodale des Xe et XIe siècles à proximité de calvaires de l'époque de Guillaume le Conquérant. La motte qui est située au cœur du village se présente sous la forme d'un tertre ovoïde de 15 mètres de diamètre à son sommet pour une hauteur de 4 mètres. Elle est ceinte d'un fossé partiellement comblé. En 1943, les Allemands réalisèrent sous celle-ci un abri souterrain[27],[17].

### Patrimoine naturel
Site classé
- Le domaine de Silleron et les rangées d'arbres,  Site classé (1948)[28] de 13,07 ha.